# Bratislavski mir (1271)
Bratislavski mir,  podpisan  2. julija 1271 v Poszonyu, Ogrsko kraljestvo  (zdaj Bratislava, Slovaška), je bil mirovni sporazum med češkim kraljem Otokarjem II. in ogrskim kraljem Štefanom V.
Z Bratislavskim mirom se je Ogrska odrekla svojim zahtevam po delih sedanje Avstrije in Slovaške, Češka pa svojim zahtevam po ozemljih, ki jih je osvojila na Ogrskem.